# Italienische Fußballmeisterschaft 1909/10
Die Italienische Fußballmeisterschaft 1909/10 war die 13. italienische Fußballmeisterschaft, die von der Federazione Italiana Giuoco Calcio (FIGC) ausgetragen wurde.

## Organisation
Der italienische Fußballmeister wurde in der Saison 1909/10 zunächst in einer Gruppenphase ermittelt, an der neun Mannschaften teilnahmen. Dabei spielte jede Mannschaft zweimal gegen jede andere Mannschaft. Der Tabellenerste und der -zweite trugen dann in Hin- und Rückspiel das Finale um die Meisterschaft aus.

## Tabelle
| Pl. | Verein              | Sp. | S  | U | N  | Tore    | Diff. | Punkte |
| --- | ------------------- | --- | -- | - | -- | ------- | ----- | ------ |
| 1.  | Inter Mailand       | 16  | 12 | 1 | 3  | 055:260 | +29   | 25     |
| 1.  | SG Pro Vercelli (M) | 16  | 12 | 1 | 3  | 046:150 | +31   | 25     |
| 3.  | Juventus Turin      | 16  | 8  | 2 | 6  | 028:190 | +9    | 18     |
| 4.  | Torino Calcio       | 16  | 8  | 1 | 7  | 043:300 | +13   | 17     |
| 4.  | CFC Genua           | 16  | 7  | 3 | 6  | 029:230 | +6    | 17     |
| 6.  | AC Mailand          | 16  | 6  | 1 | 9  | 023:360 | −13   | 13     |
| 6.  | US Milanese         | 16  | 6  | 1 | 9  | 035:530 | −18   | 13     |
| 8.  | SG Andrea Doria     | 16  | 5  | 1 | 10 | 018:390 | −21   | 11     |
| 9.  | Ausonia FC          | 16  | 0  | 5 | 11 | 016:520 | −36   | 05     |

| (M) | Italienischer Meister 1909 |

Ausonia Pro Gorla nahm zum ersten Mal an der Meisterschaft teil.

### Kreuztabelle
Die Kreuztabelle stellt die Ergebnisse aller Spiele dar. Die Heimmannschaft ist in der linken Spalte, die Gastmannschaft in der oberen Zeile aufgelistet.
| 1909/10         | Doria | Auso. | Genua | Inter | Juve | Milan | Pro Ver. | Torino | US Mil. |
| --------------- | ----- | ----- | ----- | ----- | ---- | ----- | -------- | ------ | ------- |
| SG Andrea Doria |       | 3:0   | 0:0   | 1:3   | 0:1  | 1:7   | 2:0      | 3:1    | 4:2     |
| Ausonia FC      | 0:0   |       | 3:3   | 2:6   | 2:2  | 2:2   | 0:4      | 0:2    | 1:4     |
| CFC Genua       | 3:1   | 6:2   |       | 4:0   | 2:0  | 0:1   | 1:2      | 0:0    | 3:3     |
| Inter Mailand   | 5:0   | 2:2   | 2:0   |       | 1:0  | 5:1   | 1:4      | 7:2    | 7:2     |
| Juventus Turin  | 4:0   | 6:0   | 0:2   | 2:0   |      | 5:3   | 0:0      | 3:0    | 1:2     |
| AC Mailand      | 2:0   | 2:1   | 1:0   | 0:5   | 0:1  |       | 0:3      | 0:1    | 1:0     |
| SG Pro Vercelli | 1:0   | 3:0   | 5:2   | 1:2   | 4:0  | 4:0   |          | 0:1    | 5:1     |
| Torino Calcio   | 5:0   | 2:0   | 0:2   | 3:4   | 3:1  | 6:2   | 2:4      |        | 13:1    |
| US Milanese     | 5:0   | 5:1   | 0:1   | 2:5   | 0:2  | 2:1   | 3:6      | 3:2    |         |

## Finale
|                 | Ergebnis |               |
| --------------- | -------- | ------------- |
| SG Pro Vercelli | 03:10    | Inter Mailand |

## Meister
Damit gewann Inter Mailand zum ersten Mal die italienische Fußballmeisterschaft.
| Meister       |
| Inter Mailand |

### Meistermannschaft
- Piero Campelli
- Roberto Fronte
- Alfredo Zoller I
- Hans Jenni
- Virgilio Fossati I
- Stebler
- Giovanni Capra I
- Carlo Payer I
- Ernest Peterly I
- Ermanno Aebi
- Bernard Schuler